# ウィキペディアモバイル (アプリケーション)
ウィキペディアモバイルアプリケーションとは、ウィキメディア財団が公式に開発する、モバイル端末（Android・iOS）でウィキペディアを閲覧・執筆するためのアプリケーションである。Android版はMicrosoft StoreおよびF-Droidではウィキペディアモバイル、Google Playではウィキペディア、iOS版はApp Storeでウィキペディアの名称で提供されている。2012年に閲覧専用のアプリケーションとして初版がリリースされ、2014年に記事を編集する機能が追加された。

## 歴史
2012年1月、ウィキメディア財団はAndroid版ウィキペディアモバイルをリリースした。
その後、2012年4月にiOS版ウィキペディアモバイルをリリースした。このアプリケーションは、従来iOS向けにObjective-Cで開発していたネイティブアプリケーションではなく、Apache Cordovaを用いてHTML5・CSS3・JavaScriptを主軸に開発の簡易性を考慮したマルチプラットフォームアプリケーションである。記事の全文検索、検索単語候補の表示、オフライン閲覧などの機能が搭載された。記事主題に関連する地理的な情報の表示には、グーグルマップに代わりJavaScriptでシームレスに利用できるOpenStreetMapが採用された。アプリケーションの機能はウェブブラウザ上の機能に比べまだ未完成で、2週間サイクルでのアップデートが行われた。
ウィキペディアモバイルのマルチプラットフォームアプリケーションはWindows 8・Windows RT・Firefox OSに移植され、それぞれのストアでWikipediaの名称で配信された。Windows版はホームスクリーンのRSSと秀逸な記事の表示にネイティブ機能を利用したタイルレイアウトを採用した。公式リリースはしていないもののBlackBerry PlayBookでも動作が確認されていた。マルチプラットフォームアプリケーションは2015年に開発を止めている。
ウィキペディアモバイルは2014年に起動速度や利便性を改善するため、マルチプラットフォームアプリケーションからネイティブアプリケーションへ実装方針を転換し、一からの再開発が行われた。まず2014年6月5日にJavaで開発したAndroid版ウィキペディアモバイルbetaがリリースされ、2014年7月31日にObjective-Cで開発したiOS版ウィキペディアモバイルをリリースがリリースされた。このアプリケーションでは大きくデザインを変更した各プラットフォームに適したユーザーインターフェースを実装し、開発の簡易性より利用者のユーザビリティを主観に開発が行われている。従来のマルチプラットフォームアプリケーションで搭載していた機能に加えて、閲覧履歴の表示やタブレットでの表示最適化、Wikipedia Zeroとの連動など、いくつかの新しい機能が搭載された。モバイルサイトでは2013年7月から可能となっていた記事の編集は、モバイルアプリケーションとしては2014年のこのバージョンから可能となった。

## 開発
ウィキペディアモバイルはウィキメディア財団のWikimedia Appsチームがgithubでオープンソースソフトウェアとして開発している。アプリケーション開発への貢献は、githubでファイル修正のプルリクエストを送る他、ウィキメディアの開発者アクセス権限を得ることでWikimedia Code ReviewでのコードレビューのためのGerritアクセスとWikimedia Cloud Servicesのクラウドリソースの利用が可能となる。
ウィキペディアモバイルの公式リリースはGoogle Play、App Storeに加えて、Google Play StoreがインストールされていないAndroid互換デバイスのためにAmazon Appstore、F-Droidでも配布している。

## 機能
ウィキペディアモバイルはモバイル端末特有の需要に応えるため、アプリケーション固有のウィキペディア閲覧・執筆機能を持っている。

### 保存
記事の下部にある保存ボタンを押下すると、端末内に記事が保存される。保存した記事は保存済みタブに表示され、オフラインで閲覧できる。これは閲覧がメインの利用に加えて、持ち運んでの利用があるためである。
また後で読むリスト・とりあえず後で読むリスト、後で読むリスト内にユーザーが作成したリストにも記事を追加できる。

### 長押し
リンクがある単語を長押しすることで、その記事のリンクをプレビュータブ内で閲覧できる。デスクトップ版でカーソルを重ねる動作と同じ。

### その他
デバイスのボイス入力が利用可能な場合は、アプリケーションの画面上部の検索ボックスからボイス入力で記事を検索する。閲覧中の記事の内部リンクから他記事を閲覧する際にタブ機能を使って複数記事を同時に閲覧できる。目次はデフォルトでは非表示のサイドメニューとして扱い、スワイプで画面外から呼び出す。単語をロングタップで選択することでウィクショナリーでその単語を調べられる。
かつてWikipedia Zeroが利用可能な地域・環境では通信料を必要とせず記事を閲覧することができたが、2018年にWikipedia Zeroは終了した。

## 構成

### iOS版
iOS版では初期設定の場合、アプリの起動時に探索タブが開く。何も操作をしていないとき、探索タブの上段には左から通知アイコン・英語版ウィキペディアのワードマーク・設定アイコンがある。その下には検索バーがある。その下の画面の大半は探索フィードが占めている。下部には探索・場所・保存済み・履歴・検索の5つのタブを切り替えるボタンがある[参考画像]。

#### 通知アイコン（ベル）
押下するとウィキペディアや関連プロジェクト、ほかの利用者からの感謝などの通知が表示される。

#### ワードマーク

英語版Wikipediaのワードマーク。

アプリではホームに戻るボタンとして使用されているW。

押下すると探索フィードの最上部に戻る。記事を開くと最上部の中央に「W」と表示され、押下すると探索タブに戻る。

#### 設定アイコン（歯車）
押下すると表示やアカウントなどの設定ができる。以下の機能がある。
- アカウント

アカウントからのログアウト、自分の議論ページ（トークページのこと）の表示、ウォッチリストの表示、アカウントの削除を行うことができる。また議論に自動署名するかどうかについてトグルボタンで変更できる。
- 寄付

クレジットカード、PayPal、ApplePay、GooglePayから寄付の方法を選択できる。押下すると「Apple Payで寄付する」と「その他の支払い方法」を選択しなければならない。
Apple Payで支払うを選択すると、何も操作をしていないとき、画面最上部に「Select an amount（訳:金額を選択してください）」と表示され、画面上部に寄付金額を300、1,000、1,500、2,000、3,000、5,000、10,000円から選択するボタンと、その下にユーザー自身で寄付金額を指定できる入力欄が表示され、数字キーボードが自動的に表示される。画面中央には決済手数料の取り扱いに関するチェックボックスと、毎月支払いにするチェックボックスが存在する。黒い「Apple Payで寄付」ボタンを押下すると、寄付が完了する。
その他の支払い方法を選択すると、何も操作をしていないとき、画面中央に「金額を選ぶ（JPY）」と表示され、寄付の継続に関するボタンと、寄付金額を300、1,000、1,500、2,000、3,000、5,000、10,000円、その他から選択するボタン、決済手段を選択するボタンが表示される。寄付金額を選択するボタンを押下すると、決済手数料の取り扱いに関するチェックボックスが表示される。なお単発の寄付をPayPalでしようとする際のみ、毎月支払いへの変更を促すポップアップが表示される。
- 使用する言語

利用者が使用できる言語を選択できる。iPhoneの言語設定を共有して設定することもできる。iPhoneの使用言語ではなく優先する言語からデータを取得しているため、例えばiPhoneの使用言語が日本語で、キーボードに英語キーボードも設定されている場合、優先する言語は日本語と英語となるため、アプリ側で日本語と英語が設定される。このページから探索フィードの設定に飛ぶこともできる。
- 検索

検索画面に言語を表示、アプリ起動時に検索タブを表示するかどうかをトグルボタンで変更できる。
- 探索フィードのカスタマイズ

探索フィードに表示される記事をカスタマイズできる。言語によってオンオフも設定できる。
- プッシュ通知のオンオフ

- 閲覧設定

テーマを「既定」（iPhoneのシステムテーマと同期する）「ライト」「セピア」「ダーク」「ブラック」（ダークよりもブラックの方が黒い）から選択できる。また画像を暗くしたり、記事を開いた際の表の展開のオンオフを設定できる。さらに記事のテキストサイズを7段階から選択できる。
- 記事の保存と同期

- キャッシュを消去

押下すると再度確認が表示され、消去を選択するとキャッシュが削除される。
- プライバシー・ポリシー、利用規約、アプリについての情報の確認

- アプリの評価

App Storeにあるウィキペディアアプリのページに遷移する。

#### 検索バー
押下するとキーボードが自動的に表示され、記事名を入力することで検索できる。言語を複数設定していた場合、押下後の検索バーの下部に言語フィルターが表示される。画面中央部には履歴が表示され、削除することもできる。

#### 探索フィード
その日の秀逸な記事（日本語版ウィキペディアメインページでは選り抜き記事と表示されている）、よく読まれている記事（トレンド）、今日の一枚（ウィキメディア・コモンズから提供されているため日本語版ウィキペディアの今日の一枚と異なる）、今日は何の日[英語版]（アプリ上では日本語版ウィキペディアの今日は何の日に未対応）、おまかせ表示、続けて読む（近い時期に閲覧した記事と関連する記事の表示）、閲覧履歴からのおすすめ（これまでに閲覧した記事と関連する記事のおすすめ）が表示される。なお下にスクロールすると、過去の探索フィードも一日ごとに閲覧できる。

#### タブボタン
画面下部には探索・場所・保存済み・履歴・検索の5つのタブを切り替えるボタンがある。これらは固定されており、探索フィードやマップ、履歴をスクロールしても表示されたままである。

##### 探索タブ
前述のとおり。

##### 設定タブ
ユーザーの設定によって探索タブと置き換えて設置できる。基本的には探索タブ内の設定ボタンと機能は変わらないが、右上に通知ボタンが表示されるようになる。

##### 場所タブ
Apple Mapを利用して付近の施設の記事を検索できる。画面に表示される地図を操作して検索するマップモードと、その検索結果をリスト表示するリストモードがある。
マップモードでは、画面に表示される地図をスクロール・拡大縮小して、画面に表示できる範囲内で、記事がある施設・団体などが地図上に円形のアイコンで表示される。縮小すると、円形のアイコンはすべて青緑色のアイコンだが、拡大するとアイコンには記事のメイン写真（後述）が表示される。記事のメイン写真が設定されていない場合は青緑色に白文字の「W」が代わりに表示される。近隣に複数のアイコンがある場合、まとめて表示される。この際、少し大きく透明度が高い青緑色の円形のアイコンの中に、まとめられたアイコンの数が白文字で表示される。アイコンを押下すると、ページ名、説明、距離が表示されたボックスと、保存、共有、読むの操作ボックスがアイコンの下部に表示される。
リストモードでは、マップモードで地図に表示されたアイコンの記事を、方角、距離とともに表示する。
絞り込みフィルターは「よく読まれている記事」と「保存済みの記事」の二つある。
また場所タブ専用の検索バーも配置されている。検索すると、直接記事に移動するのではなく、いったん地図上のアイコンに移動する。

##### 保存済みタブ
保存した記事を閲覧することができる。また、後で読むリスト・とりあえず後で読むリストもここに表示される。

##### 履歴タブ
記事の閲覧履歴が閲覧日ごとに表示される。右上の消去ボタンを押下すると、再確認の後にすべての閲覧履歴が削除できる。また各記事の押下で閲覧、長押しでプレビュー、左のスライドで保存・共有・閲覧履歴削除を選択できる。同じ記事をもう一度見た場合、最新の日付には履歴が表示されるが、過去の日付にあった履歴は表示されなくなる（例えば2日前にも1日前にもこの記事を見た際は、1日前の履歴にのみこの記事が表示される）。また履歴はデスクトップとモバイルで共有されない。

##### 検索タブ
ホームスクリーンの検索バーと機能・表示はほぼ同じであるが、検索タブは左上に「検索」の表示がされる。

#### 記事
左上から戻る・「W」・検索ボタン、記事のメイン写真（記事で使用されている画像が切り取られて表示される）、ページ名、記事の説明（モバイル版のみに存在する、記事を90文字以内で説明する文。検索する際にページ名の下部に表示される）、以下はデスクトップ版と同じである。ただし編集ボタンが鉛筆のアイコン（モバイル端末で編集を表すアイコン）となっていたり、写真とその説明文を囲む線がなかったり、写真が記事に割り込むように表示されたり、表が標準で閉じられているなど、モバイル端末での表示に最適化されている。
記事の下部には固定された6つのアイコンがあり、左からそれぞれ目次、言語版の変更、記事の保存、記事内検索、簡易なテーマ設定、その他の操作となっている。
- 目次ボタン

デスクトップ版と同じ目次が表示される。ただし折りたたまれておらず、ページ先頭の項目がページ名となっており、ページ名・見出しは大きな文字で、小見出しは薄く通常サイズの文字で表示される。なお小見出し1よりも2の方が右に表示され、区別されている。
- 言語版の変更

押下するとその記事の他言語版の一覧が表示される。複数の使用言語がある場合、お使いの言語として別に表示される。その他の言語はほかの言語で読むとして表示される。表示形式は上から現地文字での言語名、日本語での言語名、現地文字でのページ名である（例：English/英語/英語の記事名）
- 記事の保存

モバイル版では閲覧がメインの利用に加えて、移動端末であるためオフライン時を想定して記事を端末に保存する機能がある。このボタンを押下すると、記事が端末に保存されてオフラインでも閲覧ができる。また押下後、タブバーの上部に後で読むリストに追加するバーが表示される。押下すると、後で読むリスト内にユーザーが作成したリストに記事を追加できる。
- 記事内検索

膨大な量の記事の中から目的の単語を検索する際にこのボタンを押下すると、記事の中から特定の単語を抽出することができる。抽出された単語は薄橙にマーキングされ、検索バーの左にある上下ボタンを押下することで、単語間を移動できる。検索バー内には抽出された単語数と今自分が見ている抽出された単語がこれまでに何度使用されたかがわかるような数字が書かれている。自分が見ている抽出された単語はマーキングが少し濃いオレンジ色となる。
- 簡易なテーマ設定

文字の大きさ、明るさ、カラーテーマを選択できるフィードが表示される。設定はこの記事以外の全体の設定にも影響する。
- その他の操作

記事の共有、ウォッチリストへの追加、記事のトークページの閲覧ショートカット、記事の版履歴閲覧ショートカット（このうち後者の二つは記事をスクロールした先の「この記事について」にも項目がある）
ウィキペディアモバイルの機能はHelp:携帯端末でのアクセスでも紹介されている。